# 塞恩·贝克
塞恩·贝克（英語：Thane Baker，1931年10月4日—），美国男子田径运动员。他曾代表美国参加1952年和1956年夏季奥林匹克运动会田径比赛，获得一枚金牌、二枚银牌和一枚铜牌。